# Rhythm of the Night
Rhythm of the Night ist ein Popsong der Band DeBarge aus dem Jahr 1985, das von Diane Warren geschrieben und von Richard Perry produziert wurde. Es erschien auf dem gleichnamigen Album.

## Geschichte
Bis 1985 hatten DeBarge meist Balladen im Repertoire, obwohl sie auch tanzbare Lieder brachten. Im Auftrag des Labels Motown konzipierte Diane Warren einen Crossover zwischen Ballade und Tanzhit. Der Sound des Titels orientierte sich am Lionel-Richie-Klassikers All Night Long (All Night) aus dem Jahr 1983 und enthält Calypso-Einflüsse. Die Veröffentlichung erfolgte am 23. Februar 1985. Der Song wurde in der zur gleichen Zeit uraufgeführten Action-Komödie Der Tanz des Drachen gespielt, was zusätzlich zur Popularität beitrug.

## Rezeption

### Chartplatzierungen
| ChartsChartplatzierungen       | Höchstplatzierung | Wochen |
| ------------------------------ | ----------------- | ------ |
| Deutschland (GfK)              | 19 (14 Wo.)       | 14     |
| Vereinigte Staaten (Billboard) | 3 (22 Wo.)        | 22     |
| Vereinigtes Königreich (OCC)   | 4 (15 Wo.)        | 15     |

| ChartsJahrescharts (1985)      | Platzierung |
| ------------------------------ | ----------- |
| Vereinigte Staaten (Billboard) | 32          |

### Auszeichnungen für Musikverkäufe
| Land/Region                  | Auszeichnungen für Musikverkäufe (Land/Region, Auszeichnung, Verkäufe) | Verkäufe |
| ---------------------------- | ---------------------------------------------------------------------- | -------- |
| Vereinigtes Königreich (BPI) | Silber                                                                 | 200.000  |
| Insgesamt                    | 1× Silber ·                                                            | 200.000  |

## Coverversionen
- 1992: Jermaine Jackson
- 2005: Rihanna (Music of the Sun)